# Stralsund Museum
Das Stralsund Museum (bis 2015: Kulturhistorisches Museum) ist ein Museum in Stralsund. Das 1859 als Provinzialmuseum für Neuvorpommern und Rügen eingerichtete Museum präsentiert umfangreiche Sammlungen zur Volkskunde und Kultur- und Kunstgeschichte der Region Vorpommern. Es beherbergt sowohl ständige Ausstellungen als auch Sonderausstellungen zu wechselnden Themenbereichen. Die ständigen Ausstellungen widmen sich der Ur- und Frühgeschichte der Region sowie der Geschichte der Stadt. Sonderausstellungen befassen sich vor allem mit der Bildenden Kunst. Das Museum mit Hauptsitz im Katharinenkloster ist das älteste Museum dieser Art in Mecklenburg-Vorpommern.

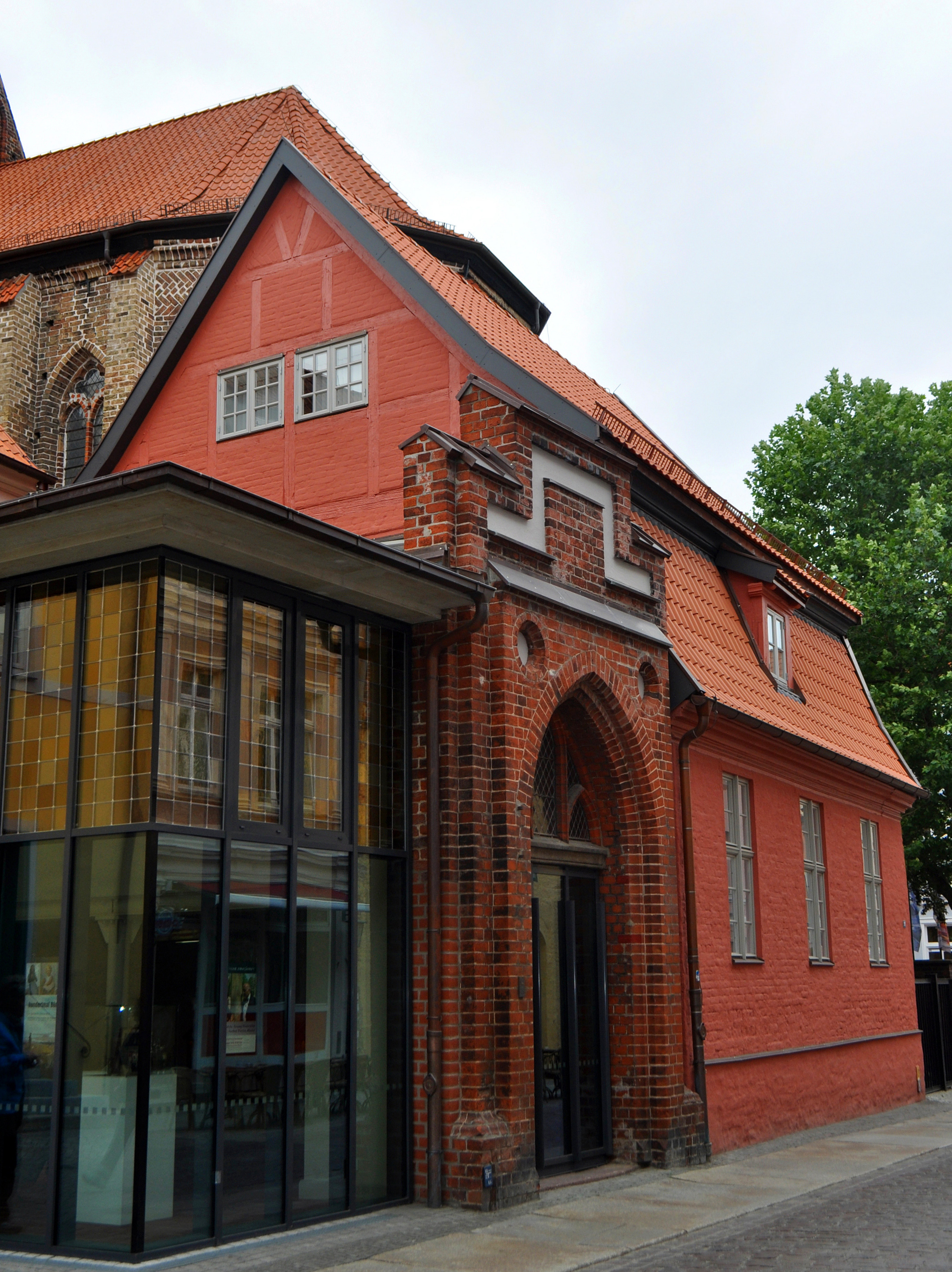
Eingangsbereich zum Kulturhistorischen Museum im Katharinenkloster (2014)

## Konzept und Ausstellungen
Die Ausstellungen im ehemaligen Katharinenkloster thematisieren neben der Früh- und Stadtgeschichte das Kunsthandwerk der Region – hier ist der Hiddenseer Goldschmuck zu nennen – die Bildende Kunst, hauptsächlich Gemälde von Caspar David Friedrich sowie Philipp Otto Runge, sowie historisches Kinderspielzeug. Gezeigt werden auch Fayencen der Stralsunder Fayencenmanufaktur sowie Paramente.
Im Haus Mönchstraße Nr. 38 ist das Leben der Kaufleute zur Hansezeit dargestellt.
Das Marinemuseum auf der Insel Dänholm nimmt sich des Themas der Geschichte der Marine in Stralsund und Umgebung an; Stralsund gilt als die „Wiege der preußischen Marine“.
Im ehemaligen „Historischen Speicher“ des Museums, einem weiteren Ausstellungsgebäude in der Böttcherstraße 23, war der Fokus der Ausstellung auf die Volkskunde Vorpommerns gerichtet. Man widmete sich hier besonders den regionalen Traditionen. Hervorzuheben sind die ausgestellten Einrichtungsgegenstände, die vorrangig aus dem Raum der Halbinsel Darß und des Mönchgutes stammen und zum Teil aus den Anfangsjahren des 20. Jahrhunderts datieren.

### Katharinenkloster (Haupthaus)
Im ehemaligen Kloster der Dominikaner sind über drei Etagen diverse Ausstellungen untergebracht.
Die ständige Ausstellung zur Ur- und Frühgeschichte ist eine der bedeutendsten Sammlungen in der Region. Die regionale Siedlungsgeschichte wird hier dargestellt. Zu den Exponaten gehören Steinwerkzeuge und Keramiken. Drei Goldfunde werden präsentiert: Neben dem Hiddenseer Goldschmuck gehören dazu die Goldringe von Peenemünde.
Der Darstellung der Stadtgeschichte Stralsunds als ehemaliger schwedischer Stadt sowie als Hanse- und Hafenstadt wird viel Platz eingeräumt. Fayencen der Stralsunder Fayencenmanufaktur, Spielkarten der Stralsunder Spielkartenfabrik zeugen von der wirtschaftlichen Bedeutung Stralsunds.

#### Ur- und Frühgeschichte

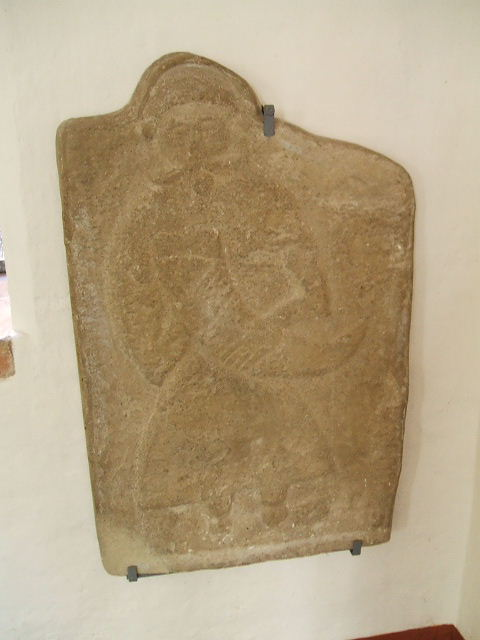
Svantevit-Stein

Die Ausstellung zur Ur- und Frühgeschichte zählt zu den bedeutendsten dieser Art in der Region. Anhand von archäologischem Fundmaterial werden ca. 10.000 Jahre Menschheitsgeschichte in der Region Vorpommern und Rügen dargestellt.
Die Ausstellung beginnt mit der Darstellung der postglazialen Gegend, in die die Menschen eindrangen. Werkzeuge aus Feuerstein, Knochen und Geweihstücken wurden vorwiegend zur Jagd und zum Fischfang verwendet. Exponate sind Kleinstgeräte aus Feuerstein sowie Schaber, Kern- und Scheibenbeile. Aus der Gegend um Drigge auf Rügen stammen aus Knochen und Geweih hergestellte Werkzeuge.
Mit dem Übergang zur Steinzeit wandelte sich die Wirtschaft zur Landwirtschaft. Die aus Feuerstein hergestellten Geräte, die dann auch zur Verarbeitung der Agrarprodukte und der Haustiere genutzt wurden, sind bereits geschliffen. Hammerartige Werkzeuge belegen die Anwendung der Bohrtechnik. Aus gebranntem Ton hergestellte Keramik aus den beiden in der Region siedelnden Ethnien ist in den jeweils typischen Formen und Verzierungen erhalten. Aus Gingst und aus Nadelitz kamen Exponate in das Stralsunder Museum. Auch die Bronzeverarbeitung ist in der Ausstellung belegt. Neben den Werkzeugen sind auch Waffen und Schmuckgegenstände erhalten geblieben.
Einheimische Raseneisenerzvorkommen wurden mit Beginn der Eisenzeit zur Verbesserung der Werkzeuge genutzt. Die hier siedelnden germanischen Stämme waren somit nicht mehr von der Einfuhr von Rohbronze abhängig. Grabbeigaben wie Pfahlhausurnen zeugen in der Ausstellung von der möglichen Gestalt der damaligen Wohnbauten.
Aus Austauschbeziehungen kamen aus den Gebieten am Rhein und an der Donau provinzialrömische Erzeugnisse an die südliche Ostsee. Grabfunde belegen, dass sich innerhalb der germanischen Stämme nun einige durch besondere Grabriten von der Gemeinschaft abhoben.

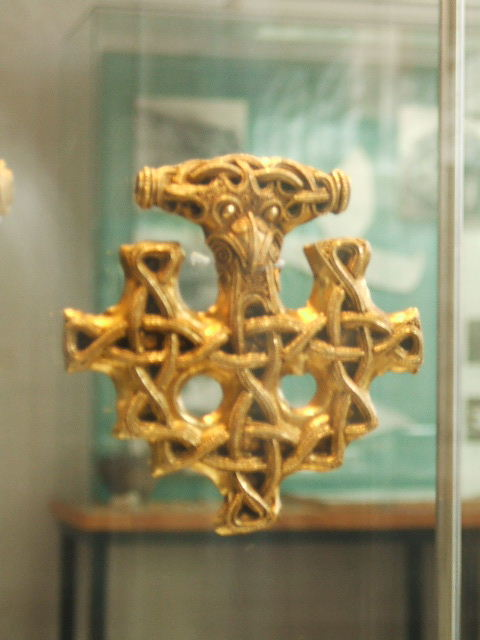
Hiddenseer Goldschmuck (Kopie, Detail)

Die germanischen Stämme verließen die Region mit der Völkerwanderung im 3. und 5. Jahrhundert nahezu vollständig; nur einzelne Belege zeugen noch vom Vorhandensein kleinerer Gruppen. Im 6. Jahrhundert drangen slawische Stämme in die Region vor und besiedelten sie, dabei wurden die Reste der germanischen Stämme assimiliert. Auf Rügen ließ sich der Stamm der Ranen nieder. Mit dem Einzug der Slawen änderte sich auch das Erscheinungsbild der Keramiken und Werkzeuge. Von anfangs handgeformten, groben, bis zu verzierten, auf der Drehscheibe hergestellten Gefäßen lässt sich die Entwicklung nachvollziehen. Grabungen nahe Ralswiek, das zum bedeutenden Seehandelsplatz geworden war, brachten Funde von Großbooten; auch ein Schatz von 2.000 arabischen Silbermünzen wurde gefunden. Die Beziehungen zu Skandinavien sind in den ausgestellten bemalten Goldgegenständen dokumentiert. Der Hiddenseer Goldschmuck belegt das handwerkliche Geschick. 1168 endete die Eigenständigkeit der Ranen nach der Lehnsname durch Jaromar I.

#### Stadtgeschichte Stralsunds

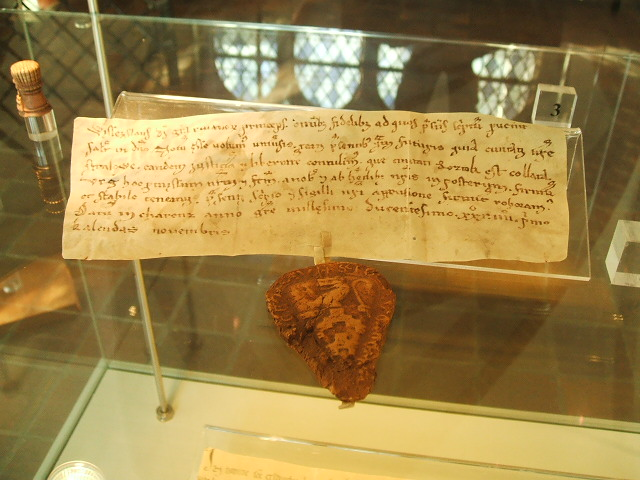
Stadtrechtsurkunde für Stralsund von 1234 (Kopie, Original im Stadtarchiv Stralsund)

Mit einer Urkunde vom 31. Oktober 1234 verlieh Wizlaw I. Stralsund das Stadtrecht „nach Rostocker Vorbild“, das heißt, das Lübische Stadtrecht. Damit beginnt die Ausstellung zur Stadtgeschichte vom 13. bis zum 18. Jahrhundert. Ebenfalls ausgestellt ist die Bestätigung der Stadtrechte im Jahr 1240. Stadtsiegel der bald zu wirtschaftlicher Macht gelangten Stadt sind ebenso ausgestellt wie die Urkunde des Friedens von Stralsund, der 1370 zur Blütezeit Stralsunds geschlossen wurde. Alle gezeigten Urkunden sind Faksimiles, die Originale werden im Stadtarchiv Stralsund aufbewahrt.
Aus dem Jahr 1583 stammt die älteste gemalte Stadtansicht. Sie wurde von einem unbekannten Künstler fertiggestellt. Die drei Pfarrkirchen St. Marien, St. Nikolai und St. Jakobi sind ebenso zu sehen wie die heute vom Meeresmuseum genutzte, benachbarte Kirche St. Katharinen und die nicht mehr vorhandene Kirche St. Johannis. Auch ein aus Sebastian Münsters Cosmographia stammender Holzschnitt von 1592 ist im Besitz des Museums.

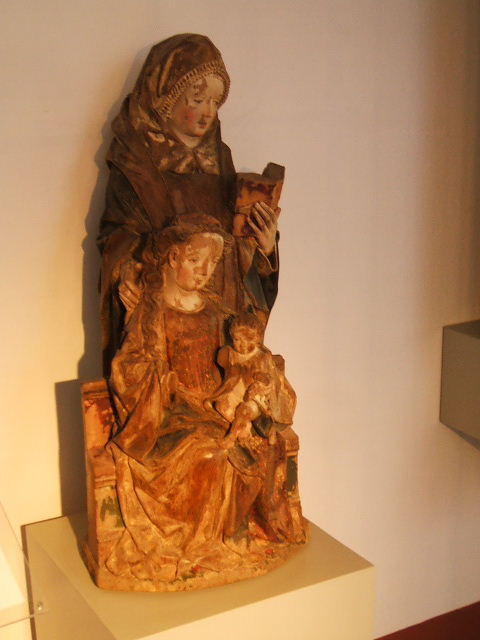
Anna selbdritt

Das Kulturhistorische Museum zeigt auch zahlreiche ehemalige Einrichtungsstücke der genannten Kirchen. Aus der Zeit um 1200 stammt ein Vortragekreuz aus Bronze. Zwei Armreliquiare aus der Zeit um 1400 sowie ein eichenes, mit Bergkristallen verziertes und mit Silber beschlagenes Kruzifix gehören ebenfalls zur Ausstellung. Aus St. Nikolai stammen eine Plastik der Anna selbdritt und des Heiligen Christophorus sowie eine thronende Madonna. Aus St. Jakobi ist eine Wandverkleidung aus Eichenholz ausgestellt, die in Faltwerk-Ornamentik 70 verschiedene Muster enthält. Der aus dem zweiten Viertel des 15. Jahrhunderts stammende Altar der Barbiere aus St. Nikolai zeigt Bilder aus dem Leben des Evangelisten Johannes.
Der Stralsunder Paramentenschatz stellt eine bedeutungsvolle Sammlung dar. Dazu kommen weitere liturgische Textilien wie ein Antependium aus dem 14. Jahrhundert.
Die Bedeutung Stralsunds als Wirtschaftsmacht zeigt sich in dem daraus resultierendem Selbstverständnis der Bürger. Davon zeugen neben dem oben genannten Altar der Barbiere auch mittelalterliche Petschafte. Die große Kollektion von Grapen genannten, dreibeinigen bronzenen Kochgefäßen ist nahezu einmalig. Sehr umfangreich ist auch die Sammlung von Schwertern. Etliche importierte Waren, wie z. B. ein aus dem Portugal des 15. Jahrhunderts stammender Olifant, belegen den Reichtum der Stralsunder Händler.
Vom „Stralsunder Kirchenbrechen“ von 1525, einem Sturm von nahezu 4000 Menschen auf die Kirchen und Klöster Stralsunds, zeugt ein stark beschädigtes Fragment der Beweinung Christi aus dem 15. Jahrhundert. Ein Ablassbrief von 1516 ist ebenso ausgestellt wie ein Gemälde Derick Baegerts um 1465 mit der Kreuzabnahme Christi.
Der Stralsunder Bürgermeister Bartholomäus Sastrow verfasste eine Autobiografie, die zu den wichtigsten Texten ihrer Art des 16. Jahrhunderts im deutschsprachigen Raum zählt und im Museum ausgestellt ist.
Die Renaissance, aus der nur wenige die Stadtgeschichte illustrierende Exponate erhalten sind, ist dafür durch nahezu einmalige Gegenstände vertreten. Diverse liturgische Gerätschaften und auch die Barther Bibel von Johannes Bugenhagen in niederdeutscher Sprache gehören dazu. Ein Himmelsglobus nach Tycho Brahe und ein Atlas sind ebenfalls wertvolle Zeugnisse jener Zeit.
Nach der Abwehr der Wallensteinschen Belagerung 1628 mit Hilfe der Schweden gelangte Stralsund für nahezu 200 Jahre zum skandinavischen Königreich. Die Randlage brachte jedoch bald einen wirtschaftlichen Abschwung mit sich. Stralsund gehörte bei jeder kriegerischen Auseinandersetzung Schwedens auf dem Festland zum umkämpften Gebiet. Der schwedische Einfluss in Architektur und Handwerk brachte aber auch u. a. mit den norddeutschen Dielenschränken, die in einem Gang des Museums zu sehen sind, handwerklichen Fortschritt.

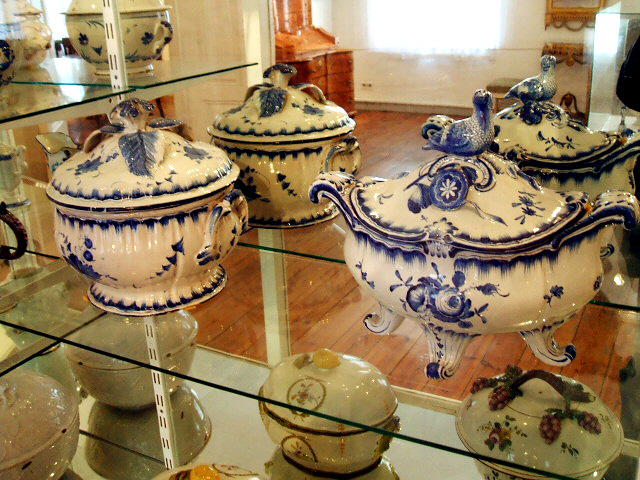
Stralsunder Fayencen

Das Barockzimmer zeigt Werke jener Zeit sowie eine Auswahl sogenannter Willkommpokale. Der schwedische Einfluss ließ auch die Stralsunder Fayencenmanufaktur ebenso wie die Stralsunder Spielkartenfabriken zu wirtschaftlichem Erfolg kommen. Erzeugnisse dieser bedeutenden Manufakturen sind im Museum ausgestellt.
Bedeutende Objekte der Ausstellung stammen aus den Kunstsammlungen des schwedischen Generalgouverneurs Axel von Löwen, der diese im Jahre 1761 der Stadt Stralsund testamentarisch übereignete.
Mit Beginn des 19. Jahrhunderts wurden die Fayencen durch englisches Steingut abgelöst. Das Empirezimmer zeigt typische Beispiele von Möbeln und Einrichtungsgegenständen. Vom Einmarsch der Franzosen am 20. August 1807 nach langer Belagerung der Stadt zeugen Proklamationen, Quartierscheine und Siegel. Der Kampf Ferdinand von Schills im Mai 1809 stellte einen kurzen Höhepunkt in der Geschichte dar. Das Museum zeigt eine Totenmaske des in der Fährstraße beim Kampf am 31. Mai 1809 getöteten Majors. Die elf in Wesel erschossenen Offiziere Schills ehrt eine Holztafel mit Elfenbeinminiaturen, die die Porträts der Männer zeigen. Ausgestellt ist auch ein Teil von Schills Originalentwurf für seinen Aufruf an die Deutschen.
Der in Stralsund zur Schule gegangene und später dort beschäftigte Ernst Moritz Arndt gehörte zu den Verehrern Schills. Von ihm werden Erstausgaben der Schriften Versuch einer Geschichte der Leibeigenschaft und Geist der Zeit ausgestellt. Philipp Otto Runges Die Tageszeiten gehören ebenso zur umfangreichen Sammlung wie zwei Werke Caspar David Friedrich (Elblandschaft und Landschaft mit Brückensteg).
Die Zeit seit der Zugehörigkeit Stralsunds zu Preußen, im Jahre 1815, lässt u. a. das Biedermeierzimmer erleben. Zahlreiche Kapitänsbilder belegen den Aufschwung der Seefahrt zu jenen Zeiten; 1878 verfügte Stralsund über 219 Seefahrzeuge.
Die Zeit des Sozialismus in der DDR wird in diesem thematischen Ablauf durch ein mit originalen Möbeln und Ausstattungsstücken stilecht gestaltetes Wohnzimmer dokumentiert.

#### Bildende Kunst und Numismatik
Der Bildenden Kunst ist eine wechselnde Ausstellung im zweiten Obergeschoss gewidmet.
Aus der Sammlung Axel von Löwens sind zahlreiche wertvolle Gemälde in den Besitz des Museums übergegangen. Dazu gehören Werke Crispin van den Broecks und Johann Heinrich Roos. Zum Bestand gehören aber auch Gemälde von Jan Davidsz. de Heem, Erna Raabe u. a. Graphiken von Albrecht Dürer, Philipp Otto Runge, Max Pechstein, Rudolf Nehmer und Armin Münch.
Zahlreiche Porträts wie das von Philipp Melanchthon, Bogislaw XIV., Carl von Hessen, Rudolf Baier, Otto Niemeyer-Holstein und einiger Stralsunder Bürgermeister gehören ebenfalls zum Bestand.
Das Museum verfügt zudem über Werke der Stralsunder Maler Erich Kliefert, Elisabeth Büchsel, Katharina Bamberg, Antonie Biel, Heinrich Lietz, Tom Beyer, Edith Dettmann und Siegfried Korth.
Auch umfangreiche Münzsammlungen gehören zum Besitz des Museums. Vor allem zwei Sammlungen ragen heraus: Eine als Gymnasialsammlung bekannte Münzsammlung, die dem Stralsunder Gymnasium 1717 vom in Stralsund geborenen schwedischen Kanzleirat Christian von Staude, dem Sohn des Rektors Johann Hieronymus Staude, vererbt wurde, umfasst 1.072 Münzen, darunter 24 griechische, 42 römische, 956 römische Kaisermünzen sowie 25 byzantinische Münzen. Die Museumssammlung umfasst fünf Teilgebiete (Münzen der Pommernherzöge 1180 bis 1637, Münzen der Rügenfürsten 1200 bis 1319, autonome Stralsunder Prägungen bis 1720, schwedisch-vorpommersche Münzen von 1648 bis 1815 und Münzen ab 1815 bis 1990).
Zu den Kunstsammlungen des Axel von Löwen gehören auch bedeutende astronomische (langbrennweitige Fernrohre und Spiegelteleskope), nautische, artilleristische und Feldmessinstrumente, u. a. von Jost Bürgi, Heinrich Stolle, John Marshall, Dollond, Jesse Ramsden, George Sterrop, Tobias Klieber, Nicolaus Goldmann sowie Erd- und Himmelsgloben von Willem Janszoon Blaeu und der Werkstatt Valk in Amsterdam.

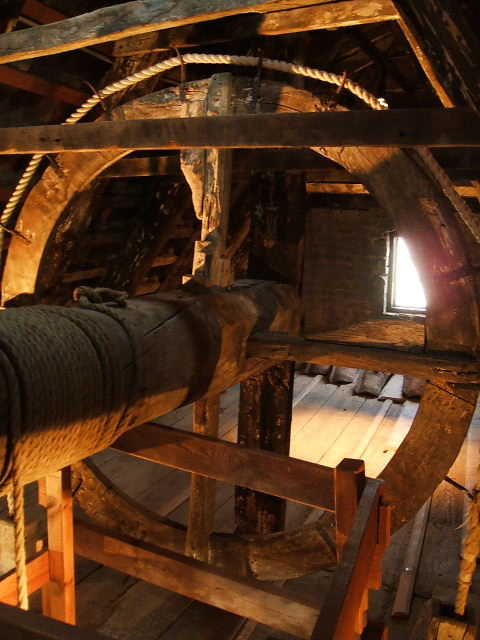
Gotisches Aufzugsrad im Museumshaus

### Museumshaus
Das ehemalige Krämerhaus, Mönchstraße Nr. 38, ist als „Museumshaus“ Teil des Stralsund Museums und gleichzeitig dessen größtes Exponat. Das mit finanzieller Unterstützung der Deutschen Stiftung Denkmalschutz sanierte über 600 Jahre alte Haus präsentiert vom niedrigen Keller über die Diele bis zum gotischen Aufzugrad unter dem Dach, das zu den ältesten Nordeuropas gehört, das Leben der Kaufleute zur Hansezeit.

### Marinemuseum Dänholm
Das Marinemuseum Dänholm auf der Insel Dänholm im Strelasund stellt die Geschichte Stralsunds als „Wiege der preußischen Marine“ aus marinetechnischer Sicht dar. Das Gelände um das Museum prägen Schanzanlagen aus der Zeit Stralsunds als Festungs- und Garnisonsstadt. Die preußische Marine hatte dort ihren Beginn, später wurde das Gelände von der deutschen Marine genutzt. Auf der Freifläche des Museums sind ein Marinehubschrauber vom Typ Mil Mi-8T, ein Torpedoschnellboot Projekt 131 und eine Barkasse ausgestellt. Dort steht auch ein von Georg Kolbe geschaffenes Denkmal. Zudem werden Informationen zur Geschichte der DLRG und zur Unterwasserarchäologie vermittelt.

### Museumsspeicher (bis 2014)
Bis Februar 2014 war der Speicher Böttcherstraße 23 ein vierter Museumsstandort. Seit 1984 beherbergte er Ausstellungen zur Volkskunde. Nach den Fundorten der ausgestellten Gegenstände wurden eine Darßer und eine Mönchguter Stube sowie eine Drechslerwerkstatt und eine Schmiede eingerichtet.
Die umfangreiche Spielzeugausstellung, die 1950 im Haupthaus eröffnet worden war, wurde ebenfalls dort untergebracht. Sie zeigte Puppenhäuser, Kuscheltiere und anderes Spielzeug von 1850 bis zur Gegenwart, unter anderem Puppenhäuser wohlhabender Bürgerfamilien. Ein dreigeschossiges Puppenhaus stammt aus der Zeit um 1840. An den Einrichtungsgegenständen ließ sich die Entwicklung von Baustil und Wohnkultur nachvollziehen. Weitere ausgestellte Puppenhäuser stammten aus der Zeit der Neorenaissance und dem Beginn des Historismus. Eine Puppenküche vom Ende des 19. Jahrhunderts war mit Küchengefäßen aus Zinn, Messing, Kupfer und Steinzeug ausgestattet. Ein Puppentheater, das von 1908 bis 1917 gebaut wurde zählt seit 1957 zur Sammlung des Museums. Puppen rundeten das Bild ab. Viel Holzspielzeug war zu sehen, darunter eine Holländerwindmühle von 1920 mit beweglichen Figuren und ein Reiterkarussell von 1900. Auch Modelle von Dampfmaschinen zählten zur Ausstellung.
Die Sammlung umfasste Exponate aus dem 19. und 20. Jahrhundert. Mobiliar ist bis auf einige Schränke des 18. Jahrhunderts meist nur noch aus dem 19. Jahrhundert erhalten. Schlafbänke und Kücheneinrichtungen zeugten vom Leben der Familien, die ihren Verdienst zumeist aus der Seefahrt oder der Landwirtschaft bezogen. Vom Darß und von der Rügenschen Halbinsel Mönchgut wurden typische Trachten gezeigt.
Ab 1. März 2014 wurde der Museumsspeicher auf Dauer geschlossen.

## Geschichte
Das Museum wurde im Jahre 1859 als Provinzialmuseum für Neuvorpommern und Rügen von Rudolf Baier gegründet und diente auch als Forschungsstätte. Vor allem kann die Schenkung des damaligen schwedischen Generalgouverneurs Axel Graf von Löwen an die Stadt Stralsund als Fundament einer reichhaltigen Sammlung angesehen werden. Von Löwen vermachte 1761 in seinem Testament seine umfangreiche Kunstsammlung der Stadt. Baier übernahm 1859 als erster Museumsdirektor die unsortierte Sammlung mit Werken aus vielen verschiedenen Gebieten, überwiegend nicht Stralsund und Umgebung. Damals hatte das neue Provinzialmuseum, heute das älteste Museum Mecklenburg-Vorpommerns, seinen Sitz noch in vier Räumen des Stralsunder Rathauses. Der Hiddenseer Goldschmuck und Ölgemälde unterschiedlicher Themen aus von Löwens Besitz und der Stiftung eines Stralsunders waren im ersten Raum ausgestellt. Der zweite Raum enthielt unsortierte und unkategorisierte prähistorische Fundstücke, eine Indianertracht, Möbel aus dem 17. und 18. Jahrhundert, Handwerkzeug sowie naturkundliche Stücke. Im vierten Raum waren Fayencen aus Stralsunder Produktion ausgestellt. Im Jahr 1896 konnte Baier neue größere Räume für das Museum in der Badenstraße beziehen; dort ist heute die Stadtbibliothek untergebracht. Nach Baiers Tod im Jahr 1907 wurde das Museum von verschiedenen Personen verwaltet. Erst 1919 wurde wieder ein hauptamtlicher Direktor berufen, der Philologe Fritz Adler.
1921 beschloss der Rat der Stadt, dem Museum die Räume des ehemaligen Waisenhauses im alten Katharinenkloster zur Verfügung zu stellen, in dessen ehemaligen Klausurgebäuden das Museum untergebracht war. Im selben Jahr wurde das Stralsundisches Museum für Neuvorpommern und Rügen genannte Museum unter städtische Verwaltung gestellt. Damit war die Finanzierung durch Stadt, Provinz und Museumsverein gesichert. 1925 zog die Ausstellung Städtische Kultur in das erste Obergeschoss, am 3. Juni 1925 wurde das Provinzial-Museum am neuen Standort im Katharinenkloster eingeweiht.
Mit Unterstützung der Bevölkerung der Region, vor allem vom Mönchgut und vom Darss, wurden Arbeitsgeräte, Trachten und andere Exponate zur Volkskunde vom Museum erworben und 1927 im zweiten Obergeschoss ausgestellt. 1931 wurde dem Museum auch das Quergebäude, Mönchstraße 27, zur Verfügung gestellt.
Nach der erzwungenen Auflösung der 1797 gegründeten Stralsunder Freimaurerloge Gustav Adolph zu den drei Strahlen Mitte der 1930er Jahre nahm die Stadt Stralsund die Wertgegenstände der Loge an sich. Diese sowie aus der erzwungenen Versteigerung des Bestands von John Ely Horneburgs (siehe hier) Antiquitätengeschäft 1939 vom Stralsunder Museum unter Wert erworbenen Kunstgegenstände wurden im Museum aufbewahrt.
Mit Beginn des Zweiten Weltkrieges wurden die Ausbauarbeiten am Museum eingestellt. Nach den Luftangriffen auf Lübeck und Rostock wurden 1942 etliche wertvolle Ausstellungsstücke aufs Land gebracht. Das für den Besucherverkehr geschlossene Museum überstand den Bombenangriff auf Stralsund am 6. Oktober 1944 nahezu unbeschadet. Stralsund wurde am 1. Mai 1945 fast kampflos an die Rote Armee übergeben, das bewahrte die Stadt vor weiteren Zerstörungen. Ab Juni 1945 wurden die ausgelagerten Gegenstände überprüft und man begann mit der Rückführung. Die zuerst zurückgeführte mittelalterliche Malerei und Plastik war unbeschädigt und wurde im Remter ausgestellt. Dazu kam die am 9. November 1946 wieder eröffnete Abteilung Städtische Kultur im ersten Obergeschoss. Die Bestände der Volkskundeabteilung waren sehr dezimiert; wieder aber fanden die Aufrufe zur Vervollständigung der Sammlung in der Bevölkerung Gehör und im Juli 1947 wurde auch diese Abteilung wiedereröffnet.
Am 24. April 1949 fand die feierliche Eröffnung des Museums im Remter statt. Nachdem Fritz Adler in den westlichen Teil Deutschlands gegangen war, übernahm 1950 die seit 1921 im Museum tätige Käthe Rieck die Leitung. Die Spielzeug-Abteilung wurde im Oktober 1950 eröffnet. Im selben Monat erhielt das Museum vier weitere Räume des ehemaligen Gymnasiums. Darin wurden die ur- und frühgeschichtliche Sammlung und die Ausstellung zur Stadtgeschichte aufgebaut.
1973 wurde dem Museum der Speicher in der Böttcherstraße zur Nutzung zugewiesen. Nach der 1974 begonnenen Sanierung wurde dort 1984 die erste, der Volkskunde gewidmete Ausstellung eröffnet. Anlass dafür, dass am 1. März 2014 der Museumsspeicher dauerhaft für Besucher geschlossen wurde, waren bauaufsichtliche Auflagen für den Brandschutz, deren Umsetzung der Stadt zu kostspielig war.
In den 1980er und 1990er Jahren wurde das Ausstellungsgelände erweitert. Seit 2015 heißt die Einrichtung „Stralsund Museum“.
Im Jahr 2025 wurde eine Liste vorgestellt mit mehr als 100 Werken, die zum Teil auch in Ausstellungen zu sehen waren und die in einer Provenienzforschung der Bestände als so genannte Raubkunst erkannt wurden. Die Gegenstände sollen nun im Rahmen der Restitution von Raubkunst den zu ermittelnden Berechtigten zurückgegeben werden.
Direktorin des Museums ist gegenwärtig Maren Heun.